# Suore della Provvidenza (Portieux)
Le Suore della Provvidenza, dette di Portieux (in francese Sœurs de la Providence de Portieux), sono un istituto religioso femminile di diritto pontificio: le suore di questa congregazione pospongono al loro nome la sigla S.P.P.

## Storia
La congregazione, detta in origine delle "Povere suore delle Scuole cristiane", venne fondata il 14 gennaio 1762 da Jean-Martin Moyë (1730-1793) per gestire la scuola parrocchiale di Vigy, in Lorena.
Le suore si diffusero rapidamente, ma con la Rivoluzione francese vennero disperse e le loro scuole chiuse: la congregazione venne ricostituita per opera dei sacerdoti Claude-Eusèbe Feÿs e Antoine-François Raulin, della diocesi di Saint-Dié, che nel 1806 aprirono un noviziato a Portieux.
L'istituto ricevette il pontificio decreto di lode il 30 maggio 1859 e le sue costituzioni vennero approvate definitivamente dalla Santa Sede il 3 marzo 1930.
Dalla congregazione di Portieux derivano quelle della Provvidenza di Gap e della Provvidenza e dell'Immacolata Concezione di Champion.
Jean-Martin Moyë è stato beatificato nel 1954 da papa Pio XII.

## Attività e diffusione
Le Suore della Provvidenza si dedicano prevalentemente all'istruzione e all'educazione cristiana della gioventù.
Sono presenti in Europa (Belgio, Francia, Italia, Svizzera) e in Asia (Cambogia, Cina, Taiwan, Vietnam): la sede generalizia è a Parigi.
Al 31 dicembre 2008 l'istituto contava 826 religiose in 145 case.